# Келінтобе
Келінтобе́ (каз. Келінтөбе) — село у складі Жанакорганського району Кизилординської області Казахстану. Адміністративний центр та єдиний населений пункт Кандозького сільського округу.
Населення — 3183 особи (2021; 3569 у 2009, 3227 у 1999, 2401 у 1989).